# Cortina tallafocs

Exemple de cortina tallafocs en cas d'incendi

Una cortina tallafocs és un tancament asimètric tallafocs per a la compartimentació d'incendis de naturalesa tèxtil per evitar la propagació del foc. També es coneixen com a barreres tallafocs tèxtils.

## Objectius de protecció
Les cortines tallafocs, com a productes de la construcció i elements de l'edificació, es poden classificar segons el seu comportament al foc amb els següents eurocodis dictaminats per la norma UNE EN 13501-2:
|  | Integritat E: Capacitat que té l'element constructiu amb funció separadora, de suportar l'exposició al foc només en una cara, sense que existeixi transmissió del foc a la cara no exposada degut al pas de les flames o dels gasos calents. Això pot produir la ignició de la superfície no exposada o de qualsevol material adjacent a aquella superfície. |
|  | Aïllament tèrmic I: Aptitud de l'element constructiu de suportar l'exposició al foc en un únic cantó, sense que es produeixi la transmissió de l'incendi degut a una transferència de calor significativa des del costat exposat al no exposat. |
|  | Radiació W: Aptitud de l'element constructiu per a suportar l'exposició al foc en una sola cara de forma que es redueixi la possibilitat de transmissió del foc degut a una radiació significativa de calor a través de l'element, o bé des de la cara no exposada als materials adjacents.                                                                  |

Com a part de la classificació dels components han d'utilitzar-se combinacions d'aquestes lletres de denominació, com sigui apropiat. Aquestes s'han de complementar amb el temps durant el qual es compleixen els requisits funcionals, expressat en minuts transcorreguts (tt). (E tt, EI tt, EW tt)

## Tipus
- Cortines tallafocs convencionals: són capaces de desplegar-se de forma automàtica per gravetat.
- Cortines tallafocs intel·ligents: és el nou concepte de barreres tèxtils, ja que es despleguen de forma automàtica per gravetat, i a més és capaç d'analitzar-se, memoritzar el seu històric, comunicar-se i solucionar anomalies de forma automàtica.

## Homologació europea
A causa del seu caràcter innovador, les cortines tallafocs no disposen de cap norma específica de producte, i per tant, no estan subjectes al marcat CE.
Per a aconseguir l'homologació europea, en tractar-se d'un tancament tallafocs, aquesta ha d'assajar-se segons l'establert per la norma UNE EN 1363-1 d'Assaig de Resistència al foc, i la norma específica UNE EN 1634-1 Assajos de resistència al foc de portes i elements de tancament de forats que determinarà la seva capacitat quant a Integritat €; Aïllament tèrmic (I) i Radiació (W). El certificat amb els resultats d'aquest assaig ha d'especificar si la cortina és capaç de protegir dos sectors de risc o únicament un (per la seva naturalesa asimètrica), en funció de si la cortina ha estat assajada amb els components (calaix i guies) exposats directament al foc o no.
Quan es pretengui introduir canvis al producte assajant que vagi més enllà del Camp d'Aplicació, el CTE estableix que addicionalment s'haurà d'assajar la cortina tallafocs segons estableix la norma EXAP prEN 15269-11 Fire resistance of operable fabric curtains. A partir d'aquest procés d'extrapolació, es podran certificar cortines tallafocs de dimensions majors a les testades a l'assaig de resistència al foc.
Per acabar, les cortines tallafocs hauran, a més, d'assajar-se segons la norma UNE EN 14600 Portes i finestres practicables amb característiques de resistència al foc i/o control de fums.
A Espanya, a més, d'acord amb l'article 5.2 del Códi Tècnic de l'Edificació CTE, les cortines tallafocs seran vàlides sempre que disposin, addicionalment, d'un certificat d'idoneïtat tècnica que verifiqui tots aquells components i característiques del sistema que seran crítics perquè compleixin la funció de compartimentació d'incendis. Per tant, aquest informe presentarà les conclusions dels resultats dels assajos anteriorment esmentats.